# 綠色 (紋章學)

加拿大安大略省的徽章使用了綠色

在紋章學中，綠色（vert）是五種原色之一（另外四種是藍色、黑色、紫色、紅色）。英文中的vert一詞來自於法語中的綠色一詞。自16世紀早期開始使用。